# 강진희
강진희(姜眞姬, 1970년 5월 12일 ~ )은 대한민국의 제5·6대 울산광역시 북구의원이다.

## 학력
- 수암국민학교 졸업
- 태화여자중학교 졸업
- 울산여자고등학교 졸업
- 경상대학교 사범대학 교육학과 학사 졸업

## 경력
- 1998 현대자동차 정리해고 반대투쟁 가족대책위 활동
- 2010 현대자동차 비정규직투쟁 가족대책위 자문위원 역임
- 동구 가정폭력상담소 소장 역임
- 울산 상담소·시설협의회 부회장 역임
- 밀양성폭력대책위 위원 역임
- 울산학교성폭력추방대책위 집행위원장 역임
- 여성가족부 여성폭력방지 명예감시관 역임
- 여성가족부 성희롱·성폭력·성매매예방 강사 역임
- 양정․염포 주차난 해결을 위한 주민대책위 위원장
- 염포․양정 어머니 한글교실 교장
- ‘명촌을 사랑하는 사람들’ 자문위원
- 효정중학교 학교운영위원
- 울산한부모가족센터 자문위원
- 울산장애인인권포럼 이사
- 울산 북구 인권증진위원회 위원장
- 울산 북구 아동학대예방위원회 위원장
- 울산 북구 아동·여성안전 지역연대 위원
- 울산 북구 노동역사박물관 운영위원
- 2010.07 ~ 2014.06 제5대 울산광역시 북구의회 의원
- 2014.07 ~ 2018.06 제6대 울산광역시 북구의회 의원
- 2014.07 ~ 2016.07 제6대 울산광역시 북구의회 전반기 부의장
- 2014.10 ~ 2014.12 통합진보당 울산시당 부위원장
- 2016.07 ~ 2018.06 제6대 울산광역시 북구의회 후반기 부의장
- 2018.08 ~ 2020.06 민중당 울산시당 북구 지역위원회 위원장
- 2020.06 ~ 진보당 울산시당 북구 지역위원회 위원장
- 2022.07 ~ 제8대 울산광역시 북구의회 의원
- 2022.07 ~ 2022.10 제8대 울산광역시 북구의회 전반기 의장
- 2022.10 ~ 2024.07 제8대 울산광역시 북구의회 전반기 복지건설위원회 위원

## 역대 선거 결과
|  | 54.17% |

|  | 40.67% |

|  | 16.00% |

|  | 18.06% |